# Ypthima argus
Ypthima argus är en fjärilsart som beskrevs av Butler 1878. Ypthima argus ingår i släktet Ypthima och familjen praktfjärilar. Inga underarter finns listade i Catalogue of Life.

## Bildgalleri

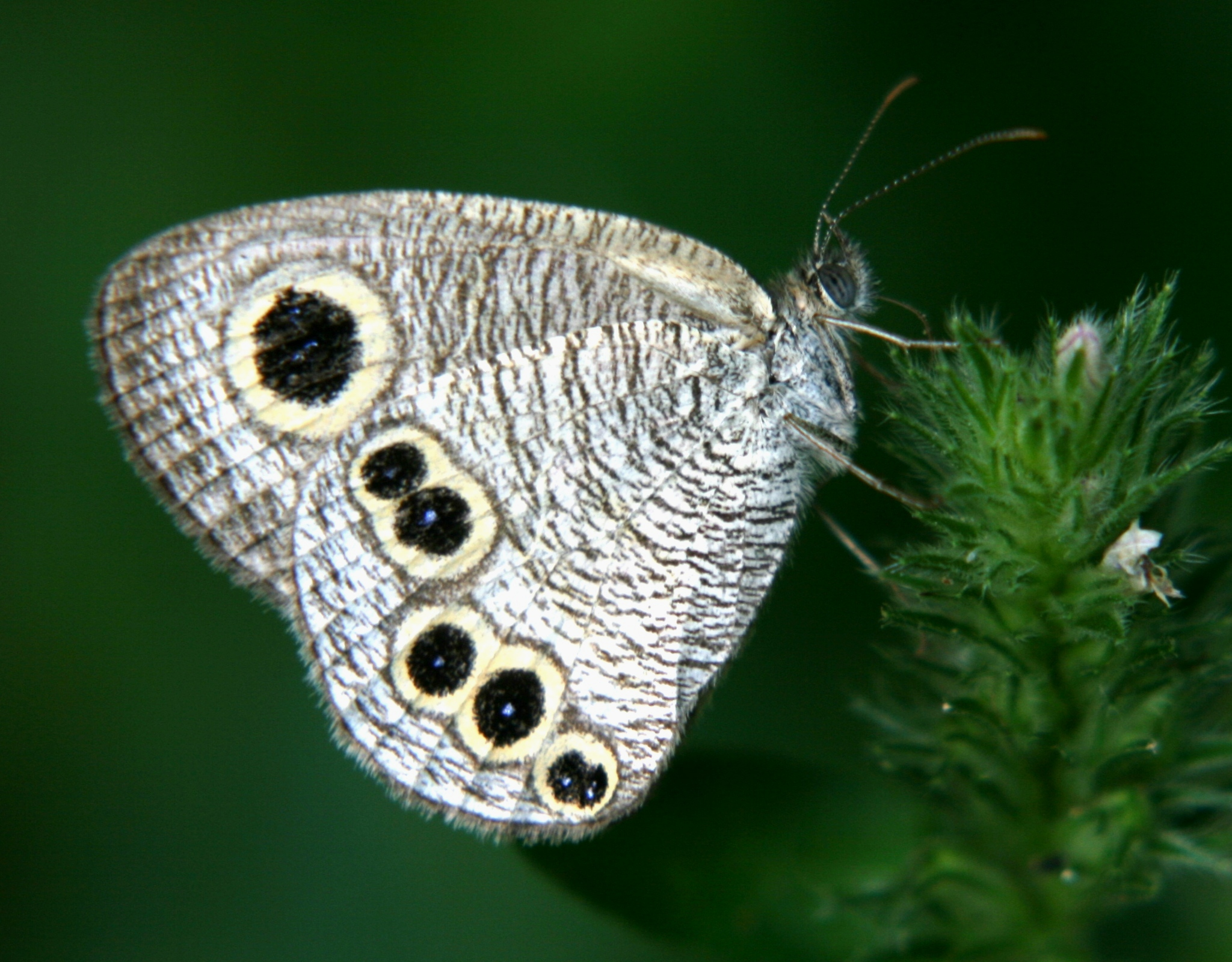
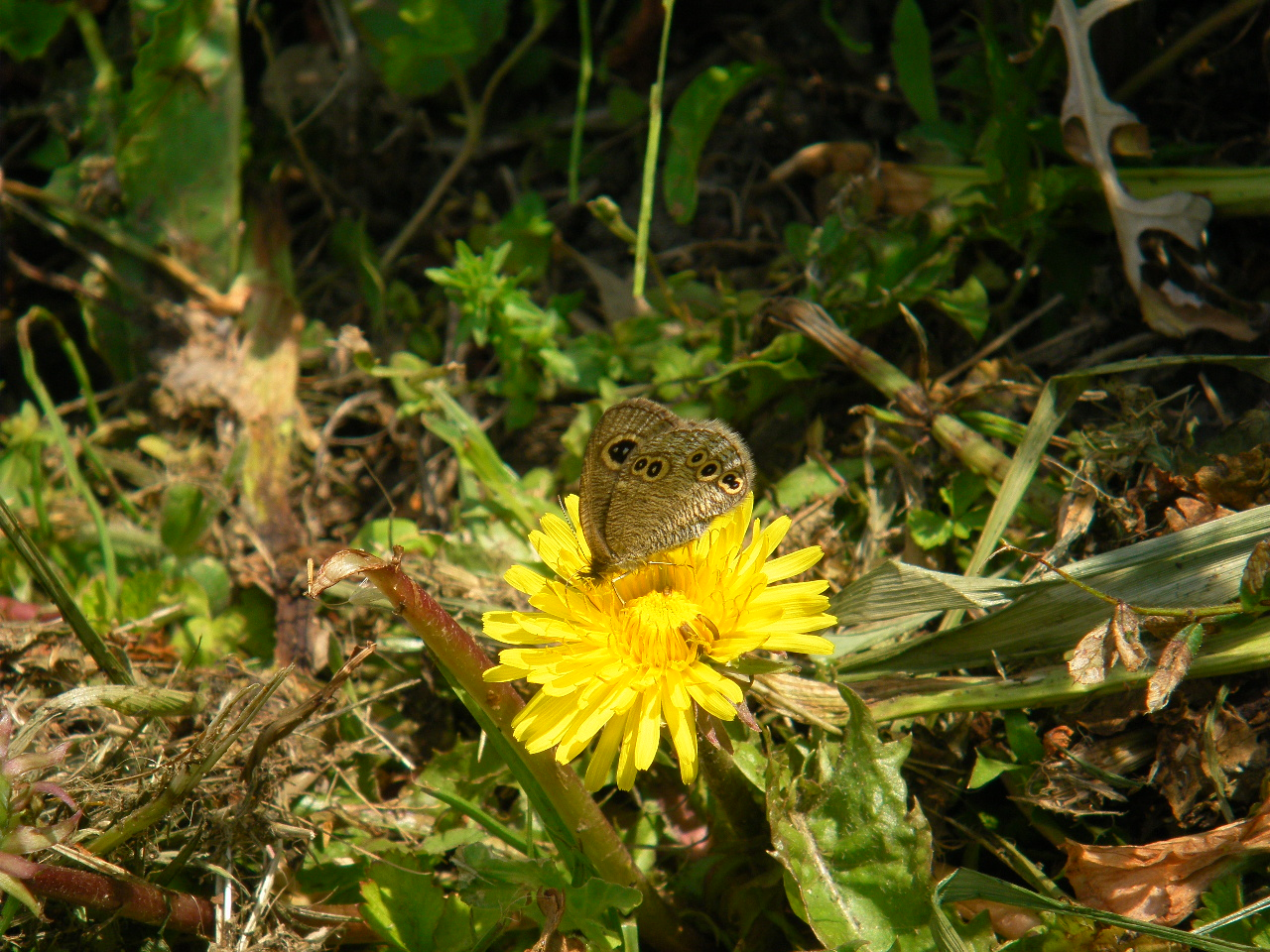
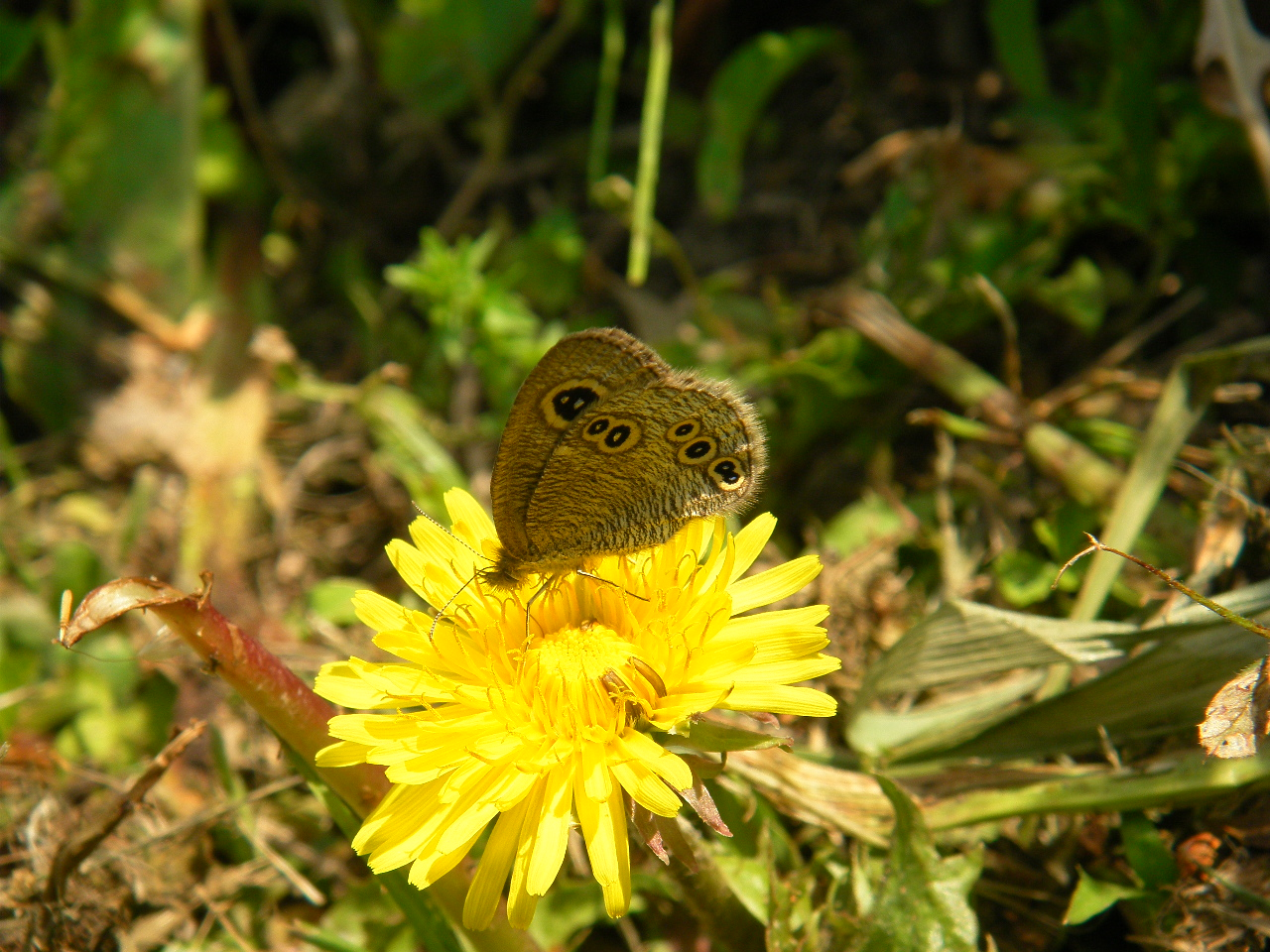
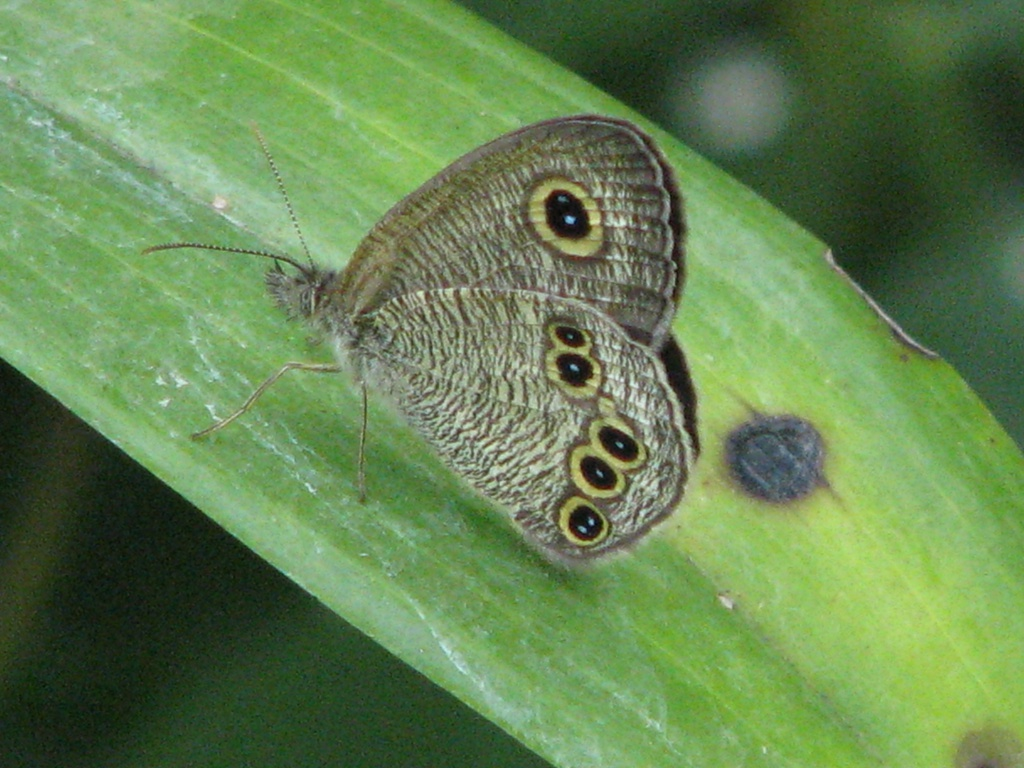
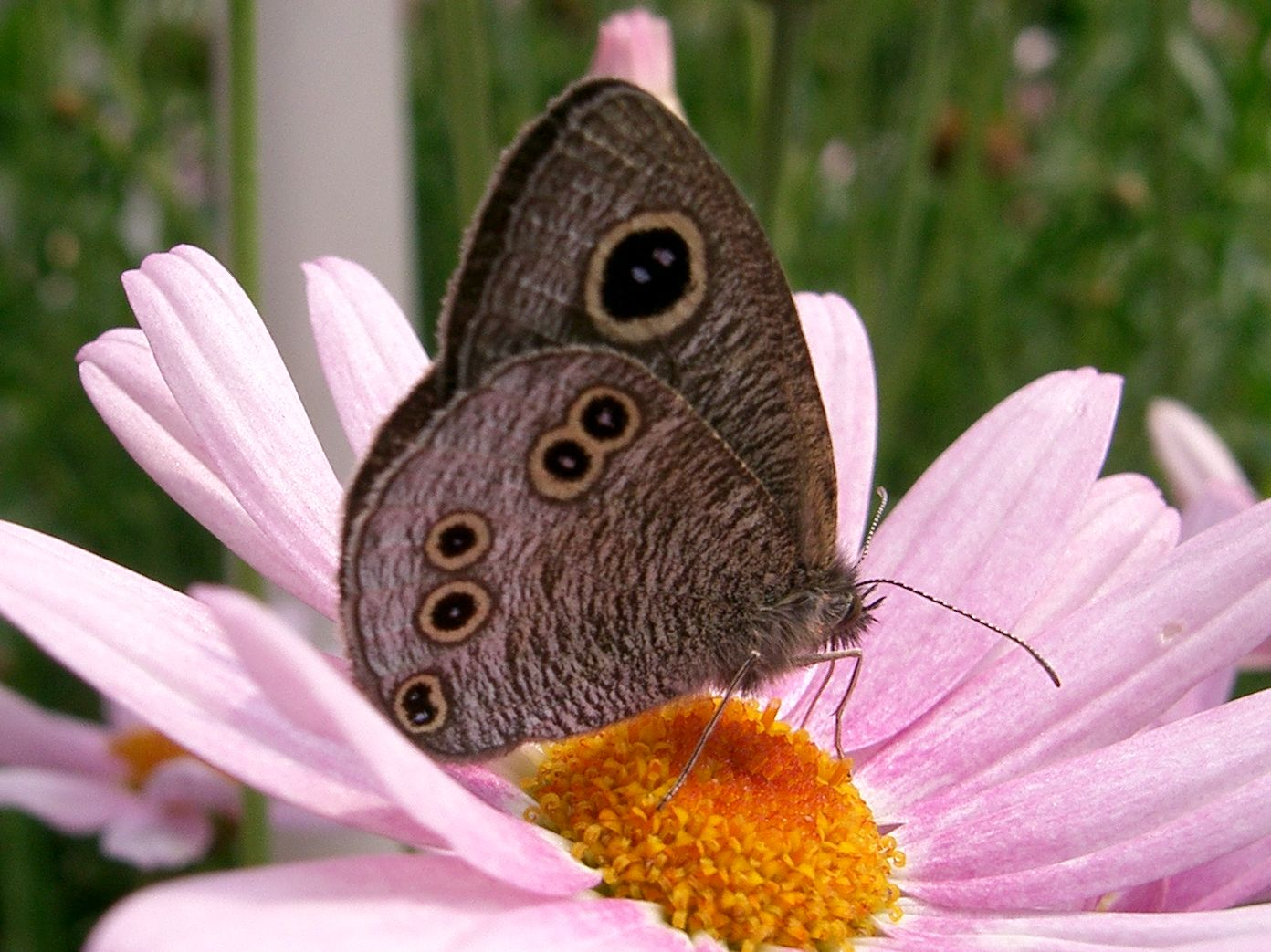
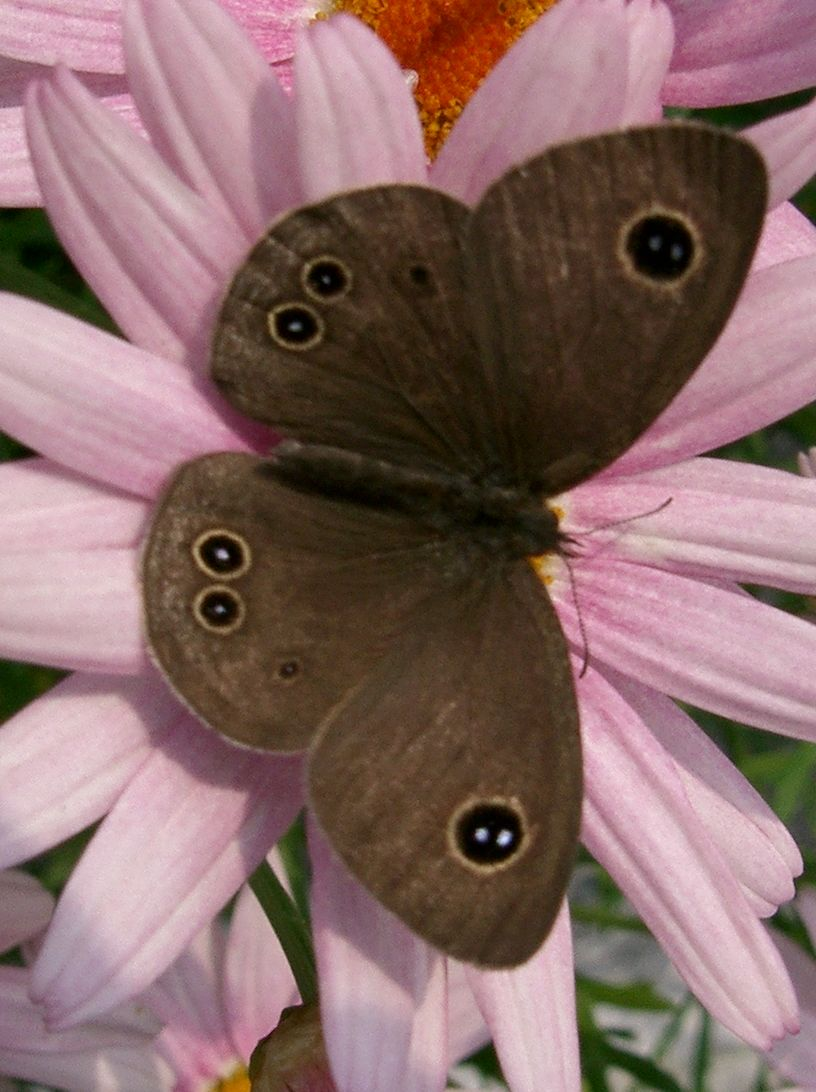